# Antrodiaetus pacificus
Antrodiaetus pacificus är en spindelart som först beskrevs av Simon 1884.  Antrodiaetus pacificus ingår i släktet Antrodiaetus och familjen Antrodiaetidae. Inga underarter finns listade i Catalogue of Life.

## Bildgalleri

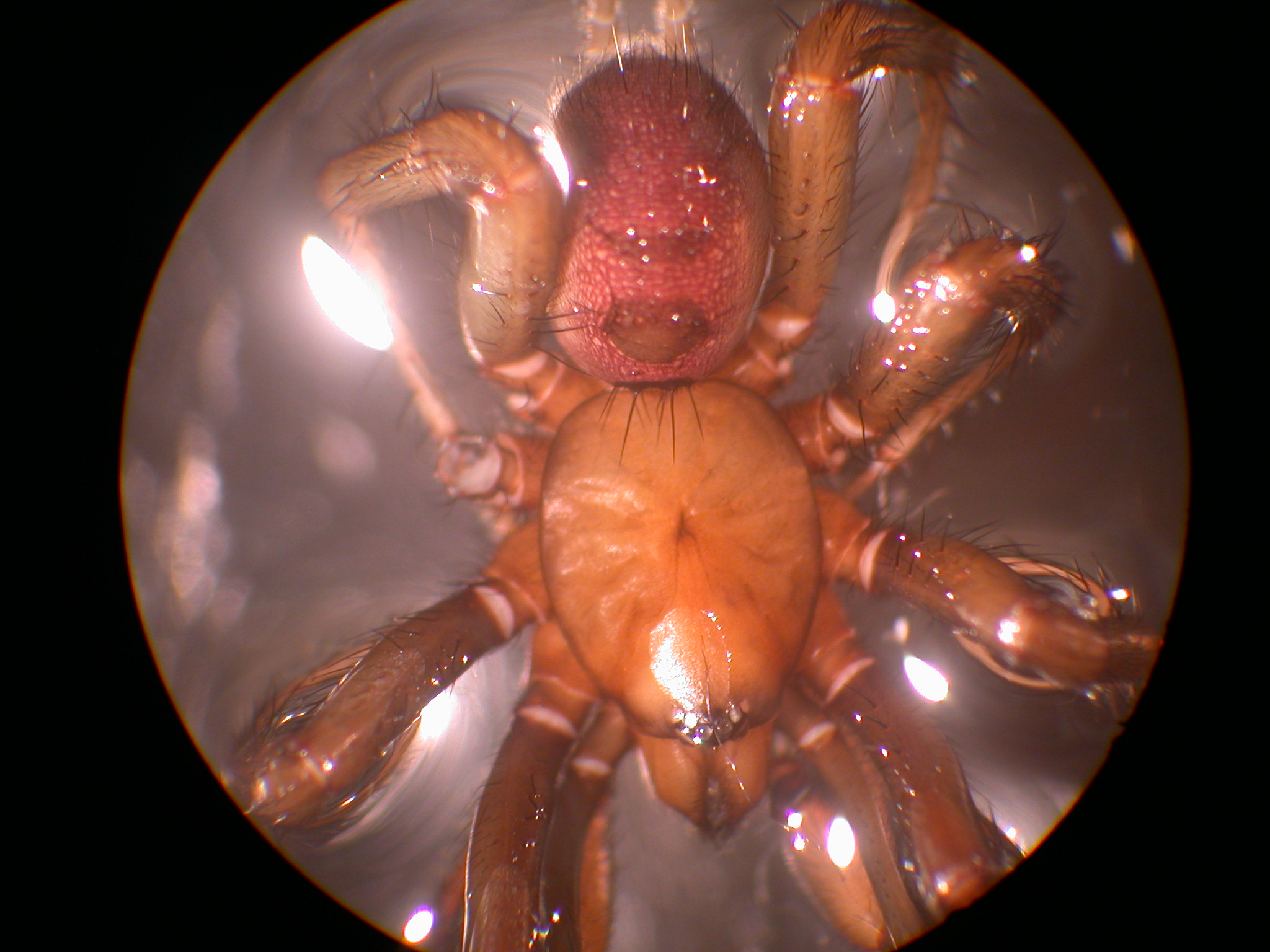